# Пустомитівська міська рада
Пустоми́тівська міська́ ра́да — адміністративно-територіальна одиниця та орган місцевого самоврядування в Пустомитівському районі Львівської області. Адміністративний центр — місто Пустомити.

## Загальні відомості
- Територія ради: 11,27 км²
- Населення ради: 11 255 осіб (станом на 2001 рік)
- Водоймища на території, підпорядкованій даній раді: річка Ставчанка, озеро Наварія.

## Населені пункти
Міській раді підпорядковані населені пункти:
- м. Пустомити
- с. Наварія

## Склад ради
Рада складається з 26 депутатів та голови.
- Голова ради: Серняк Олег Володимирович
- Секретар ради: Жидачек Андрій Богданович[1]

### Керівний склад попередніх скликань
| Прізвище, ім'я, по батькові   | Основні відомості                                                      | Дата обрання | Дата звільнення |
| ----------------------------- | ---------------------------------------------------------------------- | ------------ | --------------- |
| Кардаш Володимир Ярославович  | Міський голова, 1960 року народження, член Української Народної Партії | 26.03.2006   | 31.10.2010      |
| Ярема Ростислав Олександрович | Міський голова, 1971 року народження, освіта вища                      | 31.10.2010   | 03.04.2014      |

Примітка: таблиця складена за даними сайту Верховної Ради України

### Депутати
За результатами місцевих виборів 2010 року депутатами ради стали:
За результатами місцевих виборів 2015 року депутатами ради стали

#### За суб'єктами висування
| Суб'єкт висування                                       | Кількість обраних депутатів | %    |
| ------------------------------------------------------- | --------------------------- | ---- |
| Політична партія Всеукраїнське об'єднання «Батьківщина» | 8                           | 26,7 |
| Політична партія Всеукраїнське об'єднання «Свобода»     | 7                           | 23,3 |
| Політична партія «Європейська партія України»           | 6                           | 20   |
| Політична партія «Фронт Змін»                           | 4                           | 13,3 |
| Партія Політичне об'єднання «Рідна Вітчизна»            | 2                           | 6,7  |
| Партія «Демократичний Союз»                             | 2                           | 6,7  |
| Партія регіонів                                         | 1                           | 3,3  |

За суб'єктами висування у 2015 році
| Найменування партії                                       | Кількість обраних | %     |
| Партія «Блок Петра Порошенка „Солідарність“»              | 6                 | 23.08 |
| Політична партія «Об'єднання „Самопоміч“»                 | 5                 | 19.23 |
| Політична партія «Всеукраїнське об'єднання „Батьківщина“» | 4                 | 15.38 |
| Політична партія «Громадянська позиція»                   | 3                 | 11.54 |
| Радикальна партія Олега Ляшка                             | 2                 | 7.69  |
| Політична партія «Народний Рух України»                   | 2                 | 7.69  |
| Політична партія «Всеукраїнське об'єднання „Свобода“»     | 2                 | 7.69  |
| Політична партія «Громадський рух „Народний контроль“»    | 2                 | 7.69  |

#### За округами
| № округу                                                | Прізвище, ім'я, по батькові      | Дата визнання обраним | Освіта             | Партійна приналежність                              | Відомості про обраного депутата                                                                           |
| ------------------------------------------------------- | -------------------------------- | --------------------- | ------------------ | --------------------------------------------------- | --- |
| Партія Політичне об'єднання «Рідна Вітчизна»            |                                  |                       |                    |                                                     | |
| 4                                                       | Мандзій Тарас Федорович          | 04.11.2010            | вища               | член Політичного об'єднання «Рідна Вітчизна»        | тимчасово не працює                                                                                       |
| 14                                                      | Макара Олександр Васильович      | 04.11.2010            | вища               | член Політичного об'єднання «Рідна Вітчизна»        | тимчасово не працює                                                                                       |
| Партія «Демократичний Союз»                             |                                  |                       |                    |                                                     | |
| 10                                                      | Краєвський Віталій Володимирович | 04.11.2010            | вища               | позапартійний                                       | АТЗТ «Світанок», технолог                                                                                 |
| 11                                                      | Житницька Наталія Юріївна        | 04.11.2010            | вища               | позапартійна                                        | Пустомитівська ЦРЛ, терапевт                                                                              |
| Партія регіонів                                         |                                  |                       |                    |                                                     | |
| 3                                                       | Сенів Михайло Михайлович         | 27.12.2010            | вища               | член Партії регіонів                                | фізична особа-підприємець                                                                                 |
| Політична партія Всеукраїнське об'єднання «Батьківщина» |                                  |                       |                    |                                                     | |
| б/м                                                     | Войтович Василь Михайлович       | 04.11.2010            | вища               | член Всеукраїнського об'єднання «Батьківщина»       | ТзОВ "АПП «Львівське», начальник цеху                                                                     |
| б/м                                                     | Кіяновський Петро Йосипович      | 04.11.2010            | вища               | позапартійний                                       | ТзОВ «АПП „Львівське“», начальник цеху                                                                    |
| б/м                                                     | Шевчук Дмитро Іванович           | 04.11.2010            | вища               | член Всеукраїнського об'єднання «Батьківщина»       | ТзОВ «АПП „Львівське“», начальник цеху                                                                    |
| 1                                                       | Кравець Степан Миколайович       | 04.11.2010            | вища               | член Всеукраїнського об'єднання «Батьківщина»       | Пустомити МЖКП, директор                                                                                  |
| 2                                                       | Паук Людмила Олександрівна       | 04.11.2010            | вища               | член Всеукраїнського об'єднання «Батьківщина»       | Пустомитівська загальноосвітня школа № 1, вчитель                                                         |
| 5                                                       | Березовий Ігор Михайлович        | 04.11.2010            | вища               | член Всеукраїнського об'єднання «Батьківщина»       | Пустомитівська загальноосвітня школа № 1, вчитель                                                         |
| 12                                                      | Козачок Євген Іванович           | 04.11.2010            | вища               | позапартійний                                       | пенсіонер                                                                                                 |
| 13                                                      | Бачина Стефан Володимирович      | 04.11.2010            | вища               | член Всеукраїнського об'єднання «Батьківщина»       | ТзОВ «Львівські солодощі», слюсар                                                                         |
| Політична партія Всеукраїнське об'єднання «Свобода»     |                                  |                       |                    |                                                     | |
| б/м                                                     | Куза Ігор Степанович             | 04.11.2010            | вища               | член Всеукраїнського об'єднання «Свобода»           | тимчасово не працює                                                                                       |
| б/м                                                     | Барковський Володимир Євгенович  | 04.11.2010            | вища               | член Всеукраїнського об'єднання «Свобода»           | ТЗОВ Медкомплекс, заступник директора                                                                     |
| б/м                                                     | Сташків Андрій Деонізійович      | 04.11.2010            | вища               | член Всеукраїнського об'єднання «Свобода»           | ТЗОВ «Альфа-Бета», адміністратор                                                                          |
| б/м                                                     | Панчишин Іван Мирославович       | 04.11.2010            | вища               | член Всеукраїнського об'єднання «Свобода»           | приватний підприємець                                                                                     |
| 6                                                       | Когут Ігор Любомирович           | 04.11.2010            | вища               | член Всеукраїнського об'єднання «Свобода»           | тимчасово не працює                                                                                       |
| 7                                                       | Сех Любов Іванівна               | 04.11.2010            | вища               | член Всеукраїнського об'єднання «Свобода»           | Пустомитівська загальноосвітня школа № 1, вчитель                                                         |
| 15                                                      | Болюх Петро Іванович             | 04.11.2010            | вища               | член Всеукраїнського об'єднання «Свобода»           | ПП «Промтехсервіс», директор                                                                              |
| Політична партія «Європейська партія України»           |                                  |                       |                    |                                                     | |
| б/м                                                     | Масляк Богдан Мирославович       | 04.11.2010            | вища               | член Політичної партії «Європейська партія України» | приватний підприємець                                                                                     |
| б/м                                                     | Серняк Олег Володимирович        | 04.11.2010            | вища               | член Політичної партії «Європейська партія України» | Пустомитівська міська рада, секретар                                                                      |
| б/м                                                     | Віблий Любомир Зеновійович       | 04.11.2010            | вища               | член Політичної партії «Європейська партія України» | Приватний нотаріус Пустомитівського районного нотаріального округу Львівської області, приватний нотаріус |
| б/м                                                     | Векляк Оксана Йосипівна          | 04.11.2010            | вища               | член Політичної партії «Європейська партія України» | Дошкільний навчальний заклад № 1 м. Пустомити, завідувачка                                                |
| 8                                                       | Марко Михайло Євгенович          | 04.11.2010            | середня            | член Політичної партії «Європейська партія України» | ПП «Марко», директор                                                                                      |
| 9                                                       | Щипель Михайло Володимирович     | 04.11.2010            | середня            | член Політичної партії «Європейська партія України» | приватний підприємець                                                                                     |
| Політична партія «Фронт Змін»                           |                                  |                       |                    |                                                     | |
| б/м                                                     | Боцвін Василь Степанович         | 04.11.2010            | вища               | член Політичної партії «Фронт Змін»                 | фізична особа-підприємець                                                                                 |
| б/м                                                     | Янків Любомир Богданович         | 04.11.2010            | вища               | член Політичної партії «Фронт Змін»                 | ВАТ «ПЗУВЗ», заступник директора                                                                          |
| б/м                                                     | Каширін Олександр Вікторович     | 04.11.2010            | середня спеціальна | член Політичної партії «Фронт Змін»                 | фізична особа-підприємець                                                                                 |
| б/м                                                     | Дуць Оксана Петрівна             | 04.11.2010            | вища               | член Політичної партії «Фронт Змін»                 | ВАТ «Львівгаз» Пустомити УЕГГ, майстер сорг                                                               |

### Апарат міської ради
- Кардаш Володимир Ярославович — заступник міського голови з питань діяльності виконавчих органів ради:
  - керівництво роботою виконавчого комітету міської ради у сфері житлово-комунального господарства та будівництва;
  - очолення й організація роботи комітету з конкурсних торгів Пустомитівської міської ради;
  - контроль за діяльністю працівників апарату виконавчого комітету міської ради.

- Жидачек Андрій Богданович — секретар Пустомитівської міської ради:
  - організація підготовки сесій міської ради, питань, що вносяться на розгляд ради;
  - забезпечення своєчасного доведення рішень міської ради до виконавців і населення, організація контролю за їх виконанням;
  - координація за дорученням міського голови діяльності постійних та інших комісій ради, надання їм доручень, сприяння організації виконання їх рекомендацій;
  - сприяння депутатам міської ради у здійсненні їх повноважень.

- Луків Андрій Ігорович — керуючий справами виконавчого комітету міської ради:
  - організація діловодства у виконавчому комітеті міської ради;
  - підготовка матеріалів для розгляду на засіданнях виконавчого комітету міської ради;
  - керівництво роботою опікунської ради при виконавчому комітеті міської ради.

### Комісії
У міській раді діють 5 постійних комісій:
- Комісія з питань бюджету, фінансів, інвестицій, соціально-економічного розвитку та планування
- Комісія з питань комунального майна, ЖКГ, благоустрою, екології та правопорядку
- Комісія з питань освіти, охорони здоров'я, культури, спорту, соціального захисту населення та роботи з молоддю
- Комісія з питань регулювання земельних відносин, архітектури та будівництва
- Мандатна та з питань депутатської етики